# Majzor
El Majzor (en hebreu: מחזור תפילה) és un conjunt de llibres litúrgics de la religió jueva, que conté el conjunt d'oracions de les festivitats majors o altes festes en aquesta religió (Yamim noraïm, Roix ha-Xanà, Yom Kippur, Péssah, Xavuot i Sukkot) i que es fa servir al llarg de tot el calendari hebreu. Les versions de Majzorim tant asquenazites com sefardites són bàsicament semblants. En els Majzorim no s'inclouen els resos diaris i de Sàbat, els quals es troben en el Sidur.